# Лже-Филипп II
Лже-Филипп II (II век до н. э.) — предводитель восстания в Македонии против Рима, выдававший себя за сына царя Персея.
После подавления в 148 году до н. э. восстания Андриска борьба против Рима на Балканах не окончилась. Через несколько лет в Македонии объявился второй Лже-Филипп. По свидетельству Евтропия, ему удалось собрать 16 тысяч сторонников. Спустя короткое время им нанёс поражение квестор Тримеллий. По замечанию Н. Ф. Мурыгиной, выступление Лже-Филиппа II, как и Лже-Александра, сильно уступали по размаху движению Андриска.